# Infometria
A finalidade da Infometria é medir quantitativamente as atividades de informação científica e técnica. Le Coadic (2004, p. 50) afirma que a combinação dos elementos de informação possibilita a elaboração de indicadores quantitativos (medidas) e qualitativos das atividades de construção, comunicação e uso das informações científicas e técnicas. Para isso utilizam-se métodos matemáticos e estatísticos.
A infometria caracteriza-se pelas práticas de mensuração dos aspectos quantitativos de conteúdo em qualquer formato. Utiliza-se de unidades definidas, tais como palavras, documentos, textos, fontes ou bases de dados, como focos de análise, podendo priorizar variáveis como a recuperação, a relevância, a revocação ou outras características da informação que possam ser consideradas relevantes. Com essas finalidades, recorre a métodos estatísticos, tais como modelo vetorial,modelos booleanos de recuperação, modelos probabilísticos, linguagem de processamento, abordagens baseadas no conhecimento e tesauros, com o objetivo de melhorar a eficiência na recuperação (BUFREM, p. 11).

## Mensuração das atividades de informação
Não existe tecnologia ou ciência sem medidas. Era muito difícil introduzir medidas em unidades de informação (bibliotecas, centros de documentação, entre outros) quando ainda não havia uma ciência própria. Não que os números não se fizessem presentes nas bibliotecas, centros de documentação, museus, mas o fato é que contar tudo que entra ou sai destas instituições é uma medida bastante importante. Mas desde que se tornaram objeto de estudo e passaram a usar técnicas mais desenvolvidas foi possível pensar no desenvolvimento da infometria.
Nos setores de pesquisa, cultura e educação é necessário uma boa gestão dos serviços, o que requer cada vez mais o uso de instrumentos compatíveis com as dimensões e a  natureza do serviço. Assim, existem instrumentos: de análise das necessidades de informação da comunidade atendida; de controle e avaliação; de medida de desempenho.

## Grandezas e unidades de medidas infométricas
No campo da informação, as grandezas mensuráveis são o sinal, o texto, o tempo, a população e a utilidade. 
O sinal corresponde a unidade bit e seus múltiplos; o texto corresponde a palavra e  seus múltiplos além de suas unidades práticas, como o artigo, a patente, a revista, etc. que remetem aos objetos informacionais; o tempo corresponde ao(s) segundo(s) e seus múltiplos (minuto, hora, dia, etc.) e seus submúltiplos (milissegundos, etc.); a população refere-se ao indivíduo, autor, leitor, visitante, ouvinte, espectador(aquele que nutre o centro de informação ou que se nutre dele); e por fim, a utilidade que refere-se ao uso, ao número de empréstimo ou de citações de um objeto informacional.

## Métodos infométricos
Atualmente identificam-se dois grupos de métodos: a infometria matemática e a infometria estatística.
Le Coadic (p. 53) afirma que a infometria estatística pode ser unidimensional, apoiando-se em classificações, nomenclaturas preestabelecidas e que consiste em efetuar a contagem do número de publicações (artigos ou patentes) que apresentem essa ou aquela característica e que pertençam a determinado número de classificação.
A infometria estatística possibilita também que a produtividade de um autor, instituição ou país seja medida, assim como possibilita que se meça o impacto de uma revista, assunto ou autor (através da contagem de citações que um trabalho X teve durante certo período.
A informetria estatística pode ser também bidimensional ou relacional, por basear-se na detecção de uma relação entre os elementos da informação e visar a identificação de estrutura de um campo de atividade científica ou técnica que é representada com frequência em forma gráfica, através principalmente de mapas.
A infometria matemática, segundo Le Coadic (2004, p. 54) pode ser analitica (análise numérica, análise funcional, equação diferencial), algébrica (teoria dos conjuntos, matrizes) e geométrica (espaço vetorial, teoria dos grafos).

## Infometria ou Informetria
O termo informetria, segundo Brookes (1990 apud Bufrem 2005), foi introduzido pela primeira vez pelo professor Otto Nacke na Alemanha em 1979, sendo adotado imediatamente
por Viniti, na antiga União Soviética. Em 1987, o termo foi posto em discussão na primeira Conferência de Bibliometria e Aspectos Teóricos de Recuperação da Informação em Diepenbeek, na Bélgica, organizada por Egghe e Rousseau, que consideraram a informetria como um “guarda-chuva” conceitual abrangendo bibliometria e cientometria.
Alguns autores, dentre eles Turner, preferem o termo infometria, composto pela abreviação da palavra informação, o qual não considera sinônimo de bibliometria ou cientometria, mas referente à mensuração do impacto do fluxo de informação em organizações sociais de práticas de produção do conhecimento. Ao refletir sobre as definições utilizadas para os termos que representam a quantificação em diversos suportes, Turner não considera o caractere `R` um elemento representativo de um novo indicador de mensuração, mas sim uma nova denominação para o “guarda-chuva” usualmente denominado infometria, o qual pessoalmente prefere manter. 
O termo infometria, por sua vez, foi proposto em 1987, pela  Federação Internacional de Documentação (FID), para designar o conjunto das atividades métricas relativas à informação, cobrindo tanto a bibliometria quanto a cientometria. (Egge; Rousseu, 1990 apud SANTOS; KOBASHI 2009). 
"Enquanto a  bibliometria tem como objetos de estudo os livros ou as revistas científicas, cujas análises se vinculam à gestão de bibliotecas e bases de dados e a cientometria preocupa-se com a dinâmica da ciência, como atividade social, tendo como objetos de análise a produção, a circulação e o consumo da produção científica, a  infometria abarca as duas primeiras, tendo desenvolvido métodos e ferramentas para mensurar e analisar os aspectos cognitivos da ciência. Constata-se, nessa medida, a aproximação crescente dos estudos métricos da informação das ciências humanas e sociais (CHS). Trata-se, desse modo, não apenas de quantificar e constatar, mas de atribuir sentido aos dados, qualificando-os para que possam ter melhor uso em políticas de ciência e tecnologia (C&T), por cada especialidade ou grupo de pesquisa, ou em contextos mais abrangentes, regionais, nacionais ou mundiais". (SANTOS; KOBASHI, 2009, p.159)